# Гленрок (Вайоминг)
Гленрок (англ. Glenrock, Wyoming) — город, расположенный в округе Конверс (штат Вайоминг, США) с населением в 2231 человек по статистическим данным переписи 2000 года.

## История
Гленрок, ранее известный под именем Дир-Крик-Стейшн, образовался вокруг перевалочной базы на пути следования мигрантов вдоль так называемого Орегонского пути. Населённый пункт долгое время служил в качестве почтового узла и пункта отдыха для тысяч эмигрантов, перемещавшихся с востока на запад континента. В 1889 году в окрестностях Гленрока были обнаружены нефтяные месторождения, что дало сильный толчок к развитию города и его инфраструктуры.
В настоящее время окрестности города изобилуют местами для туристов, приезжающих на отдых в Ларами-Маунтин, Национальный парк Медисин-Боу и Плэт-Ривер.

## География
По данным Бюро переписи населения США город Гленрок имеет общую площадь в 4,92 квадратных километров, водных ресурсов в черте населённого пункта не имеется.
Город Гленрок расположен на высоте 1530 метров над уровнем моря.

## Демография
| Год переписи | Нас. |  | %±     |
| ------------ | ---- |  | ------ |
| 1920         | 1003 |  | —      |
| 1930         | 810  |  | −19,2% |
| 1940         | 1014 |  | 25,2%  |
| 1950         | 1110 |  | 9,5%   |
| 1960         | 1584 |  | 42,7%  |
| 1970         | 1515 |  | −4,4%  |
| 1980         | 2736 |  | 80,6%  |
| 1990         | 2153 |  | −21,3% |
| 2000         | 2231 |  | 3,6%   |
| 1920–2000    |      |  |        |

По данным переписи населения 2000 года в Гленроке проживал 2231 человек, 641 семья, насчитывалось 925 домашних хозяйств и 1131 жилой дом. Средняя плотность населения составляла около 446 человек на один квадратный километр. Расовый состав Гленрока по данным переписи распределился следующим образом: 94,53 % белых, 0,31 % — чёрных или афроамериканцев, 1,61 % — коренных американцев, 0,40 % — азиатов, 0,04 % — выходцев с тихоокеанских островов, 2,06 % — представителей смешанных рас, 1,03 % — других народностей. Испаноговорящие составили 3,81 % от всех жителей города.
Из 925 домашних хозяйств в 33,8 % — воспитывали детей в возрасте до 18 лет, 54,1 % представляли собой совместно проживающие супружеские пары, в 11,5 % семей женщины проживали без мужей, 30,6 % не имели семей. 26,7 % от общего числа семей на момент переписи жили самостоятельно, при этом 11,9 % составили одинокие пожилые люди в возрасте 65 лет и старше. Средний размер домашнего хозяйства составил 2,41 человек, а средний размер семьи — 2,89 человек.
Население города по возрастному диапазону по данным переписи 2000 года распределилось следующим образом: 28,8 % — жители младше 18 лет, 6,6 % — между 18 и 24 годами, 25,6 % — от 25 до 44 лет, 25,8 % — от 45 до 64 лет и 13,2 % — в возрасте 65 лет и старше. Средний возраст жителей составил 38 лет. На каждые 100 женщин в Гленроке приходилось 96,2 мужчин, при этом на каждые сто женщин 18 лет и старше приходилось 89,4 мужчин также старше 18 лет.
Средний доход на одно домашнее хозяйство в городе составил 32 300 долларов США, а средний доход на одну семью — 40 927 долларов. При этом мужчины имели средний доход в 32 778 долларов США в год против 18 795 долларов среднегодового дохода у женщин. Доход на душу населения в городе составил 17 088 долларов в год. 11,4 % от всего числа семей в округе и 13,0 % от всей численности населения находилось на момент переписи населения за чертой бедности, при этом 18,7 % из них были моложе 18 лет и 6,4 % — в возрасте 65 лет и старше.

## Происшествия
27 сентября 1923 году на мосту через Кол-Крик потерпел потерпел катастрофу пассажирский поезд компании Chicago, Burlington and Quincy, следовавший из Гленрока в Каспер. Состав сошёл с размытого моста, в результате чего погибло 30 человек из 66 находившихся в поезде. Данная катастрофа до сих пор считается наиболее серьёзной среди всех инцидентов на железных дорогах штата Вайоминг.